# 李珍雨
李 珍雨（イ・ジヌ、朝鮮語: 이진우、1934年2月20日 - 2010年5月9日）は、大韓民国の検察官、政治家、弁護士、海軍軍人。第11・13代韓国国会議員。本貫は慶州李氏。キリスト教徒（長老会）。

## 経歴
日本統治時代の慶尚北道盈徳郡出身。ソウル大学校法科大学、同大学院卒（法学修士）。カリフォルニア大学バークレー校で刑事政策修学。
高等考試司法科合格。大韓民国海軍法務官、検事、部長検事、釜山大学校法科大学講師（刑法・法哲学）、立法議会議員、民正党政策委員会議長、1988年ソウルパラリンピック組織委員長、国会事務総長、青瓦台政務第1首席秘書官、第11・13代国会朝餐祈祷会会長、淑明女子大学校講師（法哲学）、ハングル学会みんなの集まり理事、漢陽大学校大学院講師、大邱第一教会・所望教会長老、法律新聞社社長などを務めた。
2010年に死去。享年76。